# Xestia janakpura
Xestia janakpura är en fjärilsart som beskrevs av Yoshimoto 1995. Xestia janakpura ingår i släktet Xestia och familjen nattflyn. Inga underarter finns listade i Catalogue of Life.